# Byssotheciella eucalyptina
Byssotheciella eucalyptina är en svampart som beskrevs av Syd. 1930. Byssotheciella eucalyptina ingår i släktet Byssotheciella, divisionen sporsäcksvampar och riket svampar.   Inga underarter finns listade i Catalogue of Life.